# Peter Woldmann
Peter Woldmann (* 2. März 1943; † 1. Oktober 2003) war ein deutscher Fußballspieler. Der Stürmer kam beim Hamburger SV von 1963 bis 1965 zu insgesamt sechs Einsätzen  in der Fußball-Bundesliga und erzielte zwei Tore. In den zweitklassigen Fußball-Regionalligen Südwest und Nord kamen von 1965/66 bis 1969/70 bei den Vereinen Eintracht Trier, SC Göttingen 05 und FC St. Pauli noch insgesamt 98 Regionalligaeinsätze mit 34 Toren hinzu.

## Karriere
Woldmann spielte bereits in der Jugend des Hamburger SV, bevor er ab der Saison 1963/64 zwei Jahre in der Bundesliga auflief. Er absolvierte sechs Spiele und erzielte zwei Tore. Sein erstes Spiel, in der ersten Bundesligasaison 1963/64 endete am 14. Dezember 1963 unter Trainer Martin Wilke mit 3:2 für den 1. FC Nürnberg. Woldmann gehörte zu diesem Zeitpunkt noch dem HSV-Amateurteam an, aus welchem zu Rundenbeginn Claus Vogler und während der Runde, Bernd Dörfel, in den Lizenzspielerkader aufgerückt waren. Die erste „Bundesliga-Sternschnuppe“ des HSV war Woldmann. Das 20-jährige Eigengewächs rückte im Dezember 1963 zum Spiel in Nürnberg in die Startelf, weil Rechtsaußen Fritz Boyens für das Europacupspiel gegen CF Barcelona geschont werden sollte. Trotz der 2:3-Niederlage sah das Hamburger Abendblatt den Neuling als „erfreuliche Erscheinung“: „Ein Athlet, der kämpfte und so gescheit spielte, als sei er nicht zum ersten, sondern zum zwanzigsten Male dabei.“ Trainer Wilke setzte das Talent aus den eigenen Reihen acht Tage danach ein weiteres Mal ein. Das Spiel wurde am 21. Dezember mit 2:1 gegen Borussia Dortmund gewonnen. Am Stammangriff um Uwe Seeler und Charly Dörfel, die zusammen 45 Tore erzielten, war für den jungen Woldmann aber kein vorbeikommen. In seiner zweiten Bundesligasaison, 1964/65, übernahm Georg Gawliczek, das Amt an der Seitenlinie, der ihn viermal einsetzte. Es waren die Spiele gegen Eintracht Frankfurt (2:1), München 1860 (3:2), FC Schalke 04 (1:3) und am 9. Januar 1965 vor 76.000 Zuschauern bei Hannover 96, wo er beim 2:1-Erfolg auch ein Tor erzielte. Vor Rundenbeginn waren beim HSV mit Holger Dieckmann, Erhard Schwerin und Woldmann drei eigene Amateure zur Lizenzspielermannschaft befördert worden. Trotz seiner zwei Tore (noch ein Treffer beim 2:1 gegen Frankfurt) plante Gawliczek für die Folgesaison nicht mehr mit Woldmann.
So wechselte der Angreifer gemeinsam mit Abwehrspieler Hubert Stapelfeldt zu SV Eintracht Trier 05 in die zweitklassige Regionalliga. Woldmann stellte ein Jahr sein Können für das Team vom Moselstadion an der Seite von Mitspielern wie Peter Scholtes (9 Tore), Lothar Kleim, Horst Brand, Wilhelm Haag und Erich Hermesdorf unter Beweis, er erzielte sieben Treffer in 17 Spielen. Durch eine schwache Rückrunde mit 9:21 Punkten erreichte er mit Trier nur den 13. Rang. Nach nur einem Jahr in Trier zog es ihn nach Belgien in die Jupiler League, er spielte 1966/67 eine Saison für den RSC Charleroi. Nach neun Spielen und zwei Treffern kehrte er zur Saison 1967/68 nach Deutschland zurück und spielte beim 1. SC Göttingen 05 in der Regionalliga Nord. Nach sieben Treffern in 21 Spielen zog er sich eine Verletzung am Meniskus zu, so dass er die restliche Saison aus fiel. Göttingen wurde aber trotzdem Vizemeister in der Regionalliga Nord und zog somit in die Bundesligaaufstiegsrunde ein. Da lief Woldmann im Mai und Juni 1968 wieder für die Schwarz-Gelben auf: Er bestritt die Spiele gegen den SV Alsenborn (3:0, 1 Tor), Hertha BSC (0:1-Niederlage in Berlin vor 75.000 Zuschauern), FC Bayern Hof (3:1, 1 Tor), Rot-Weiss Essen (0:1-Niederlage durch ein Tor von Willi Lippens in der 88. Minute), Rückspiel gegen Hertha BSC (0:0), erzielte den Siegtreffer zum 1:0-Heimerfolg am 19. Juni gegen Essen und ging mit seinen Mannschaftskollegen zum Abschluss mit 1:5 im Rückspiel in Hof unter. Nach dieser erfolgreichen Spielzeit in Göttingen mit Mannschaftskollegen wie Peter Klepatz, Horst-Dieter Berking, Heiner Klose und Fred Hoff wechselte Woldmann wieder nach Hamburg und spielte zwei Jahre beim FC St. Pauli. In zwei Runden bei St. Pauli erzielte Woldmann an der Seite von Ulrich Kallius, Reinhard Löffler, Wolfgang Wellnitz, Werner Pokropp, Horst Wohlers, Alfred Hußner, Werner Greth und Peter Osterhoff in 58 Regionalligaeinsätzen 20 Tore.
Unter Trainer Erwin Türk gelang mit dem 3. Rang 1968/69 beziehungsweise dem 4. Rang 1969/70 aber nicht der angestrebte Einzug in die Bundesligaaufstiegsrunde.
Anschließend folgte der letzte Schritt seine Fußballkarriere in Österreich. Er spielte die Saison 1970/71 bei Schwarz-Weiß Bregenz, wo er zwei Tore in 14 Spielen absolvierte. Bregenz landete auf dem 14. Tabellenplatz und stieg ab.